# Hydro-Québec

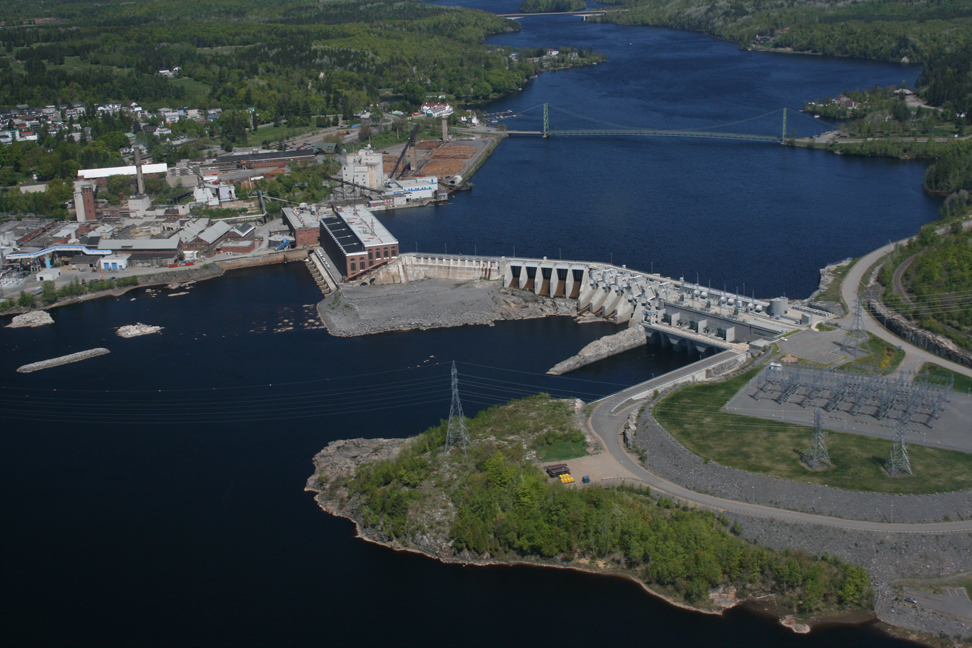
Waterkrachtcentrale Grand-Mère

Hydro-Québec is een nutsbedrijf in handen van Quebec, een provincie van Canada. Het hoofdkantoor staat in Montreal. Het bedrijf is actief in de hele keten van elektriciteitsproductie, via transmissie tot distributie. Per eind 2023 beschikt Hydro-Québec over 62 waterkrachtcentrales en is het de grootste elektriciteitsproducent van het land. Het opgesteld vermogen is ruim 38.000 MW en het bedrijf telt 4,5 miljoen klanten.

## Oprichting
Het bedrijf werd door de provinciale regering in 1944 opgericht. Het nam als eerste de activiteiten over van de private onderneming Montreal Light, Heat & Power (MLH&P) welke de levering van aardgas en elektriciteit verzorgde in en rondom Montreal. De capaciteit tussen 1944 en 1962 verzesvoudigde tot 3661 MW. In de jaren zestig volgde een reeks van overnames van andere nutsbedrijven waardoor Hydro-Québec als veruit het grootste nutsbedrijf in de provincie overbleef.

## Activiteiten
Per jaareinde 2023 had het bedrijf 62 waterkrachtcentrales met een totale capaciteit van 36.885 MW. Verder beschikte het over 23 centrales die gestookt worden met fossiele brandstoffen met een gezamenlijke capaciteit van 541 MW en twee parken met zonnepanelen (10 MW). Al deze capaciteit staat opgesteld in Quebec. Tot slot heeft het nog 619 MW aan capaciteit in waterkrachtcentrales in de Verenigde Staten. De totale capaciteit kwam daarmee uit op 38.055 MW. In 2023 werd 214 TWh aan elektriciteit geproduceerd. Hiervan was bijna alles afkomstig uit waterkrachtcentrales en andere schone energiebronnen zoals windenergie en biomassa. Ongeveer 15% hiervan wordt buiten de provincie verkocht. Het transmissienetwerk heeft een lengte van 35.000 kilometer en het distributienetwerk is 120.500 kilometer lang.
In 1965 tekende Hydro-Québec een overeenkomst met Atomic Energy of Canada Limited (AECL) voor de bouw van een 250 MW experimentele kernenergiecentrale, de Gentilly-1. Dit was geen succes en in 1975 werd deze weer buiten bedrijf gesteld. Later kwam nog Gentilly-2 in gebruik, een CANDU-reactor met een vermogen van 675 MW. Beide centrales staan in Bécancour op 100 kilometer ten noordoosten van Montreal. In 1980 tekenden diverse partijen een memorandum om geen extra kerncentrales meer te bouwen in de provincie en op 29 december 2012 werd ook Gentilly-2 gesloten.
Een belangrijke rivier voor de opwekking van elektriciteit is La Grande. Tussen 1974 en 1996 zijn aan de rivier 10 grote waterkrachtcentrales gebouwd. Ze hebben een totale capaciteit van 16.500 MW, dat is bijna de helft van het totaal opgesteld vermogen van de onderneming. De afstand tussen deze centrales en de grote gebruikerscentra van elektriciteit in het zuiden, tegen de grens met de Verenigde Staten, is ruim 1200 kilometer. Robert-Roubassa is de grootste waterkrachtcentrale van Hydro-Québec met een vermogen van 5616 MW. Deze centrale en nog drie van de vijf grootste centrales van Hydro-Québec liggen aan de La Grande. De andere belangrijke rivier is de Manicouagan met een opgesteld vermogen van ruim 6000 MW.
Vanaf 2009 tot 2023 werd er gewerkt aan de bouw van vier waterkrachtcentrales in de Romaine. Het project vergde een investering van C$ 6,5 miljard. In oktober 2023 kwam het project gereed. De vier centrales met 1550 MW aan opgesteld vermogen produceren ongeveer 8,0 TWh aan elektriciteit per jaar. Dit laatst is voldoende voor bijna een half miljoen huishoudens.

## Resultaten
De operationele resultaten van Hydro-Québec laten jaar op jaar een kleine stijging zien. Door de groei van het aantal klanten en economische activiteit neemt de vraag naar elektriciteit elk jaar een beetje toe. De afzet is ongeveer 200.000 Gwh op jaarbasis, waarvan 15% wordt afgezet buiten Quebec. Hetzelfde geldt voor de omzet en het bedrijf is goed winstgevend zoals de tabel blijkt. De daling van de winst in 2012 is het gevolg van het besluit Gentilly-2 te sluiten. Dit resulteerde in een incidenteel verlies van C$ 1,9 miljard vóór belastingen. Het dividend gaat naar de enige aandeelhouder.
| Jaar | Aantal centrales | Productie capaciteit (in MW) | Aantal werknemers | Omzet          | Nettowinst     | Dividend       |
| Jaar | Aantal centrales | Productie capaciteit (in MW) | Aantal werknemers | (× C$ miljoen) | (× C$ miljoen) | (× C$ miljoen) |
| ---- | ---------------- | ---------------------------- | ----------------- | -------------- | -------------- | -------------- |
| 2005 | 54               | 34.571                       | 19.009            | 10.887         | 2252           | 1126           |
| 2010 | 60               | 36.671                       | 23.092            | 12.269         | 2515           | 1886           |
| 2011 | 60               | 36.971                       | 22.501            | 12.245         | 2611           | 1958           |
| 2012 | 60               | 35.829                       | 21.596            | 12.228         | 860            | 645            |
| 2013 | 61               | 36.068                       | 19.692            | 12.881         | 2942           | 2207           |
| 2014 | 62               | 36.643                       | 19.505            | 13.638         | 3380           | 2535           |
| 2015 | 62               | 36.912                       | 19.381            | 13.754         | 3147           | 2360           |
| 2016 | 62               | 36.908                       | 19.552            | 13.339         | 2861           | 2146           |
| 2017 | 63               | 37.309                       | 19.786            | 13.468         | 2846           | 2135           |
| 2018 | 63               | 37.310                       | 19.904            | 14.370         | 3192           | 2394           |
| 2019 | 62               | 37.243                       | 19.477            | 14.021         | 2923           | 2192           |
| 2020 | 62               | 37.231                       | 20.011            | 13.594         | 2303           | 1727           |
| 2021 | 62               | 37.278                       | 21.168            | 14.526         | 3564           | 2673           |
| 2022 | 62               | 37.469                       | 22.051            | 16.567         | 4557           | 3418           |
| 2023 | 62               | 38.055                       | 22.806            | 16.086         | 3288           | 2466           |